# FU Orionis
Désignations
FU Orionis est une étoile variable dans la constellation  d'Orion, dont la magnitude apparente a augmenté en 1937 de 16,5 à 9,6, et qui est depuis demeurée aux alentours de 9,. Elle a longtemps été considérée comme unique, mais en 1970, une étoile similaire, V1057 Cygni (en), a été découverte et un certain nombre d'autres l'ont été depuis. L'ensemble de ces étoiles constituent la classe des étoiles variables de type FU Orionis.
Ces étoiles appartiennent à la pré-séquence principale caractérisée par des changements extrêmes de magnitude ainsi que de type spectral.
FU Orionis est distante d'environ ∼ 1 360 a.l. (∼ 417 pc) de la Terre.